# Premios FAD Sebastià Gasch
Los Premios FAD Sebastià Gasch son unos premios constituidos por el Fomento de las Artes y el Diseño (FAD) el 1976, con el objetivo de distinguir las actuaciones parateatrales más destacadas de la temporada, así como a aquellas personas que aportan miradas innovadoras en el mundo del espectáculo. Los miembros del jurado se renuevan periódicamente y anualmente se dan tres premios capitales y un número indeterminado de aplaudiments. Los premios llevan el nombre de Sebastià Gasch, periodista, escritor, crítico de arte y defensor de las artes escénicas catalanas. El año 2009 se creó un nuevo premio llamado Aplauso a la creación emergente. El 2016 celebraron su cuadragésima edición.
Entre los premiados más destacados se incluyen La Cubana (1988), Lloll Bertran (1992), Miguel Gila (1993), Tricicle (1998), Pepe Rubianes (1999), Tortell Poltrona (2001) o Concha Velasco (2006), entre otros muchos.

## Premios
- El premio FAD Sebastià Gasch para distinguir la aportación más destacada del año, que se materializa en una máscara dorada firmada por Joan Brossa.
- El premio de Honor, diploma que se otorga como reconocimiento a la trayectoria de un/a artista, espacio o entidad.

- El Aplaudiment Internacional Joan German Schroeder a una persona, un trabajo o una entidad extranjera que haya dejado huella en su paso por la ciudad.

- Los Aplausos son distinciones para una persona, trabajo o entidad que haya destacado por algún aspecto especialmente relevante.

## Galardonados

### Premios de honor
- 1979: Charlie Rivel
- 1979: Vicente Escudero
- 1983: Joan Magrinyà
- 1985: Joan Forns (Li-xang)
- 1985: Herta Frankel
- 1986: Al Món Del Paral·lelMaria Yáñez, Bella Dorita
- 1987: H. V. Tozer
- 1989: Comediants
- 1992: Josep Maria Carbonell
- 1992: Ángel Zúñiga
- 1993: Miguel Gila
- 1994: Sociedad Recreativa Casino Prado Suburense i Sociedad Recreativa El Retiro
- 1996: Emma Meleras
- 1996: Rogelio Rivel
- 1997: La Fura dels Baus
- 1998: Tricicle
- 1999: Pepe Rubianes
- 2000: Carles Santos
- 2001: Tortell Poltrona
- 2003: Juan Eduardo López
- 2005- 2006: Joan Tena (Dansa)
- 2005- 2006: Julieta Serrano (Teatre)
- 2007: José de Udaeta
- 2008: Colita
- 2008: Espai Escènic Brossa
- 2009: José de la Vega
- 2010: Jaume Bernadet, jaumet, de Comediants
- 2011: Albert Pla
- 2012: Concha Velasco
- 2013: Jordi Sabatés
- 2013: La Zaranda
- 2014: La Chana
- 2015: Iago Pericot
- 2016: Asunción Aguadé

### Premios Gasch
- 1976: Sala de Festes El Molino
- 1977: Christa Leem
- 1978: Albert Vidal
- 1978: Carme Sansa
- 1979: Rosa Maria Sardà
- 1979: Ángel Pavlovsky
- 1981: Escamillo
- 1982: El Llantiol
- 1983: Cabaret Barcelona de Nit
- 1984: Dolly van Doll
- 1985: Scala Barcelona
- 1986: Pascal Chevalier
- 1987: Lita Claver la Maña”
- 1988: La Cubana
- 1989: Pep Bou
- 199- 1991: La Rambla de Barcelona
- 1992: Lloll Bertran
- 1993: Carles Santos
- 1994: Arnau Vilardebó
- 1996: Ángel Pavlovsky
- 1997: Ateneu Popular de Nou Barris
- 1998: El Somni de Mozart, d'el Musical Més Petit
- 1999: Para Federico Un Son, de Leonel Valdés i José Nicolás
- 2000: Alfons Vilallonga
- 2001: Godoy
- 2002: Música, Maestro, de Los Excéntricos
- 2003: Semolina Tomic
- 2005- 2006: el cap als núvols de Playground
- 2005- 2006: Paso Doble de Miquel Barceló y Josef Nadj
- 2007: José Antonio Sánchez Martínez
- 2008: João Garcia Miguel per l'espectacle Burgher King Lear
- 2009: Sol Picó Cia de Dansa per l'espectacle el Llac de Les Mosques
- 2010: Espectacle plecs de Manolo Alcántara y Xavier Erra
- 2011: Angélica Liddell
- 2012: Roberto Oliván
- 2013: Al Coreògraf Marcos Morau, Al Dramaturg Pablo Gisbert i Al Teòric i Dramaturg Roberto Fratini
- 2013: El Cel Dels Tristos, de Loscorderos.sc
- 2014: Festival de Creació Contemporània Escena Poblenou
- 2015: Agrupación Señor Serrano
- 2016: Tena Busquets

### Aplaudiments
- 1977: Li Xang
- 1977: El Rey de la Magia
- 1978: Hausson
- 1978: Amadeu Asensi
- 1979: La Cúpula Venus
- 1979: Germans Salvador
- 1979: El Ingenio
- 1979: La Cuina de Les Arts
- 1979: Les Zeigfield
- 1981: Krik-krak
- 1981: Germanes Capistros
- 1981: Casa Forés
- 1981: Club Clowns
- 1982: Teatre Arnau
- 1982: Fernando Albalat
- 1982: Fakir Kirman
- 1983: Pirondello
- 1983: Carroll
- 1983: Francesc Valldeperas
- 1984: Pep Bou
- 1984: Germans Martí
- 1985: Juan de La Prada
- 1985: Màgic Trébol
- 1986: Companyia La Fanfarra
- 1986: Xavier Gironès, “giró”
- 1986: Sergi Lozano
- 1987: Jordi Bertran
- 1987: Tortell Poltrona
- 1987: Edicions de L'eixample
- 1987: Joan Maria Minguet i Batllori
- 1988: Companyia Cruel·la de Vil
- 1988: Sala Llantiol del Poble Espanyol
- 1988: Cambrers del Belle Epoque
- 1989: George and Margaret
- 1989: Cos de Ball del Cabaret Barcelona de Nit
- 1989: Eugeni Nadal, Exbatlle de Tàrrega, i El Seu Equip de Treball (Grup Promotor de la Feria de Tárrega)
- 1989: Consistori de Sabadell
- 1989: Esther Formosa
- 1990- 1991: Mimi Pompom
- 1990- 1991: Escola de Tècniques D'expressió El Timbal
- 1990- 1991: Teatre de La Bohèmia
- 1990- 1991: Empresa Igual de Focs Artificials i Isidre Panyella, Mestre Pirotècnic
- 1992: Nazario
- 1992: José Domínguez
- 1992: Dolly Van Doll
- 1992: Germanes Frediani
- 1993: Kosmic Kabaret
- 1993: Marduix Titelles
- 1993: Rosa Novell
- 1993: Companyia El Espejo Negro
- 1994: Companyia Teatro Musical Instintos
- 1994: Chicos Mambo Show
- 1994: Los Los
- 1994: Taller de Músics
- 1996: Toni Albà
- 1996: Manel Barceló
- 1996: Roser Batalla i Roger Peña Sweeney Todd.
- 1996: Cecilia Rossetto, Dame Un Beso.
- 1996: Camut Band
- 1996: Ángel Prado Contreras Ikebana
- 1996: Sarruga Produccions
- 1997: Accidents Polipoètics
- 1997: Circ Crac
- 1997: Mònica López, Nina i Muntsa Rius
- 1997: Christian Atanasiu
- 1997: Ester Bartomeu
- 1998: Cía. ¡valiente Plan!
- 1998: Espai Les Golfes
- 1998: Espai El Penúltimo del Borne
- 1998: Monti & Cia, Klowns.
- 1998: Alexis Valdés
- 1998: Vicky Peña
- 1999: Espai Escènic Joan Brossa
- 1999: Espai Conservas
- 1999: Simona Levi
- 1999: Pepa Plana
- 1999: Pascal Comelade
- 1999: The Scalextris Experience
- 1999: Carles Flavià
- 2000: The Chanclettes
- 2000: La Porta
- 2000: La Trova
- 2000: Marcel·lí Antúnez
- 2000: Feria de Circo Trapezi de Vilanova i La Geltrú
- 2000: Sònia Herman Dolz
- 2000: Espectacle T'estimo, Ets Perfecte... Ja Et Canviaré
- 2000: Los Galindos
- 2000: Teresa Calafell (Menció Especial).
- 2001: Politichien Kabarett, D'el Burladero
- 2001: El Llibre Alady, L'últim Rei del Paral·lel, de Miquel Bàdenas i Rico
- 2001: Circo Imperfecto de Manolo Alcántara
- 2001: Butlletí D'internet Clown Planet, D'Àlex Navarro
- 2001: Tórtola València, d'Anna Casas, Mònica Quintana, Carles Múrias i Xavier Albertí
- 2001: Bésame el Cactus, de Sol Picó
- 2001: Círcol Maldà
- 2001: A Modo de Esperanza, D'Andrés Corchero i Agustí Fernández
- 2001: Quentin Clemence
- 2001: Soundpainting, de Walter Thompson, Al Lem
- 2001: Lluís Solà, Director de L'homenatge a Anna Ricci
- 2001: Fura
- 2002: Loco Brusca
- 2002: Ernesto Collado i Alfonso Vilallonga
- 2002: Boulevard Of Broken Dreams
- 2002: Companyia Impromptu
- 2002: La Gran Scena Opera
- 2002: Valerie Powles
- 2002: Madame Et Monsieur, de La Cia. Leandre-claire
- 2002: La Casa Màgica de Xevi
- 2003: Joan Armengol i Moliner (a título póstumo)
- 2003: Leandre
- 2003: Hermanos Oligor
- 2003: Eos Produccions i L'equip Artístic
- 2003: Jordi Jané
- 2003: Teatre per La Pau
- 2003: Rosa Maria Llop i Josep Maria Martínez
- 2003: Maria Stoyanova
- 2003: Empar Rosselló
- 2003: José Manuel Pinillo
- 2005- 2006: Jordà Ferré i Antigua & Barbuda
- 2005- 2006: “crónica de José Agarrotado” de Loscorderos.sc
- 2005- 2006: Areatangent
- 2005- 2006: L'exposició l'art del Rics de Krtu de la Consejería de Cultura de la Generalidad de Cataluña
- 2005- 2006: Festival Panorama d'Olot
- 2005- 2006: L'escenografia Lumínica De Daft Punk
- 2005- 2006: Disseny de Vestuari de Lidia Azzopardi En Els Espectacles “psitt!! Psitt!!” i “caravan”
- 2005- 2006: Miquel Lumbierres (Pòstum)
- 2007: Graffiti Research Lab
- 2007: Show Books. La Llibreria de L'espectacle
- 2007: Lluïsa Casas
- 2007: Manolo Alcántara
- 2007: Mariaelena Roqué
- 2007: Sònia Gómez
- 2007: Teatre Sala Trono
- 2008: Almazen
- 2008: Circo de La Sombra
- 2008: Claret Papiol Per L'espectacle de vos A Vós
- 2008: Festival Mapa
- 2008: Taxi Anarquía
- 2009: Sergi Buka
- 2010: Jordi Colominas
- 2010: Quim Pujol, Per La Web de Tea-tron
- 2011: Elvira Vázquez – Aplaudiment de Mecenatge
- 2012: Violeta La Burra
- 2012: Miguel Noguera
- 2013: A l'exposició paral.lel 1984- 1939, Comissariada Pel Director Escènic Xavier Albertí i Pel Periodista Eduard Molner
- 2013: al espectáculo Pugilatus, de Escarlata Circus (Bet Miralta y Jordi Aspa)
- 2013: A La Bailaora Manuela Carrasco
- 2013: al espectáculo Se de Un Lugar
- 2014: Joan Català
- 2015: Pere Faura
- 2016: Associació Cultural Nyam Nyam

### Aplaudiments internacionales
- 1992: Panem Et Circenses
- 1992: Arturo Brachetti
- 1992: Circ de Moscou
- 1993: Los Snacs
- 1994: Momix
- 1996: Ennio Marchetto
- 1997: Companyia Philippe Genty
- 1998: Leo Bassi
- 1999: Que-cir-que
- 2000: Le Petit Bazar Érotik, una producció de Tof Théâtre amb La Balestra, Théâtre Manarf, Le Théatre de Cuisine, Les Petits Miracles, Vélo Théâtre, Green Ginger i Pickled Image, Laika i Turak Théâtre.
- 2001: Rojo Tango, de Cecilia Rosseto
- 2003: Enrique Vargas i El Teatro de los Sentidos
- 2005- 2006: Res a les butxaques” del Romanès Cirque Tsigane
- 2007: Rimini Protokoll, per l'espectacle Mnemopark
- 2010: Ko Murobushi
- 2011: Camille Boiteu
- 2013: Press, de Pierre Rigal
- 2014 Aurélien Bory
- 2015: Sadari Movement Laboratory
- 2016: Le vide, de Fragan Gehlker, Alexis Auffray & Maroussia Diaz Verbèke.

### Aplaudiments a la creación emergente
- 2009: Atempo Circ, per l'espectacle Atempo
- 2010: Kamchàtka, per l'espectacle Habitaculum
- 2010: Ponten Pie, per l'espectacle Copacabana
- 2011: Jordi Oriol
- 2012: L'1, 2, 3 del Pallasso, Festival de Cric de Tiana
- 2013: Companyia Psirc
- 2013: Al Creador Jordi Galí
- 2014: Jorge Dutor i Guillem Mont de Palol
- 2015: Col·lectiu Big Bouncers
- 2016: Carla Rovira i Pitarch